# Tomáš Vaclík
Tomáš Vaclík (Ostrava, 29 marzo 1989) è un calciatore ceco, portiere svincolato.
Nel 2018 ha vinto il premio di calciatore ceco dell'anno.

## Carriera

### Club

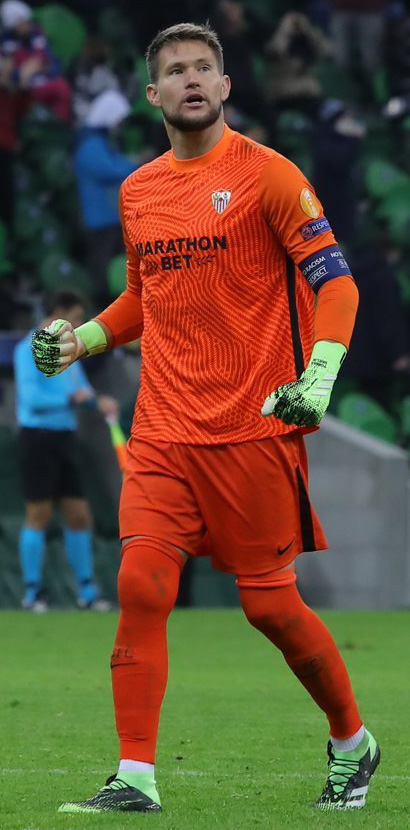
Vaclík con la maglia del nel 2020.

Inizia la sua carriera in patria, prima al Vítkovice e poi al Viktoria Žižkov per poi passare allo Sparta Praga
Esordisce con lo Sparta Praga, il 9 marzo 2012 contro la sua ex squadra, il Viktoria Žižkov (0-2).
Il 22 maggio 2014 firma un contratto quadriennale con il Basilea, con opzione per un altro anno.
Il 4 luglio 2018 si trasferisce agli spagnoli del Siviglia per 7 milioni di euro. Dove in tre stagioni, tra tutte le competizioni colleziona globalmente 94 presenze subendo 105 reti, vincendo (seppur da riserva di Yassine Bounou) l'Europa League nella stagione 2019-2020.
Il 13 luglio 2021 firma da svincolato per l'Olympiacos.
Il 31 gennaio 2023 sigla un contratto sino al termine della stagione con l'Huddersfield Town.

### Nazionale
Esordisce con la nazionale ceca il 12 novembre 2012, giocando da titolare in un'amichevole contro la Slovacchia. Viene convocato per gli Europei 2016 in Francia non scendendo tuttavia mai in campo.
Al termine della manifestazione diventa il titolare della selezione ceca al posto di Petr Čech, ritiratosi dalla nazionale.

## Statistiche

### Presenze e reti nei club
Statistiche aggiornate al 18 settembre 2022.
| Stagione               | Squadra                | Campionato             | Campionato | Campionato | Coppe nazionali | Coppe nazionali | Coppe nazionali | Coppe continentali | Coppe continentali | Coppe continentali | Altre coppe | Altre coppe | Altre coppe | Totale | Totale |
| Stagione               | Squadra                | Comp                   | Pres       | Reti       | Comp            | Pres            | Reti            | Comp               | Pres               | Reti               | Comp        | Pres        | Reti        | Pres   | Reti   |
| ---------------------- | ---------------------- | ---------------------- | ---------- | ---------- | --------------- | --------------- | --------------- | ------------------ | ------------------ | ------------------ | ----------- | ----------- | ----------- | ------ | ------ |
| 2006-2007              | Vítkovice              | DL                     | 3          | -?         | -               | -               | -               | -                  | -                  | -                  | -           | -           | -           | 3      | -?     |
| 2007-2008              | Vítkovice              | DL                     | 16         | -?         | -               | -               | -               | -                  | -                  | -                  | -           | -           | -           | 16     | -?     |
| 2008-2009              | Vítkovice              | DL                     | 14         | -23        | -               | -               | -               | -                  | -                  | -                  | -           | -           | -           | 14     | -23    |
| 2009-2010              | Vítkovice              | DL                     | 19         | -28        | -               | -               | -               | -                  | -                  | -                  | -           | -           | -           | 19     | -28    |
| Totale Vítkovice       | Totale Vítkovice       | Totale Vítkovice       | 52         | -51+       |                 | -               | -               |                    | -                  | -                  |             | -           | -           | 52     | -51+   |
| 2010-2011              | Viktoria Žižkov        | DL                     | 24         | -24        | CC              | 2               | -?              | -                  | -                  | -                  | -           | -           | -           | 26     | -24    |
| 2011-gen. 2012         | Viktoria Žižkov        | SL                     | 16         | -31        | CC              | 2               | -?              | -                  | -                  | -                  | -           | -           | -           | 18     | -31    |
| Totale Viktoria Žižkov | Totale Viktoria Žižkov | Totale Viktoria Žižkov | 40         | -55        |                 | 4               | -?              |                    | -                  | -                  |             | -           | -           | 44     | -55    |
| gen.-giu. 2012         | Sparta Praga           | SL                     | 11         | -9         | CC              | 5               | -4              | -                  | -                  | -                  | -           | -           | -           | 16     | -13    |
| 2012-2013              | Sparta Praga           | SL                     | 30         | -23        | CC              | 0               | 0               | UEL                | 11                 | -12                | -           | -           | -           | 41     | -35    |
| 2013-2014              | Sparta Praga           | SL                     | 30         | -19        | CC              | 5               | -7              | UEL                | 2                  | -3                 | -           | -           | -           | 37     | -29    |
| Totale Sparta Praga    | Totale Sparta Praga    | Totale Sparta Praga    | 71         | -51        |                 | 10              | -11             |                    | -13                | -15                |             | -           | -           | 94     | -77    |
| 2014-2015              | Basilea                | SL                     | 32         | -32        | CS              | 0               | 0               | UCL                | 8                  | -13                | -           | -           | -           | 40     | -45    |
| 2015-2016              | Basilea                | SL                     | 30         | -31        | CS              | 0               | 0               | UCL+UEL            | 4+7                | -4 + -8            | -           | -           | -           | 41     | -43    |
| 2016-2017              | Basilea                | SL                     | 34         | -33        | CS              | 3               | -2              | UCL                | 6                  | -12                | -           | -           | -           | 43     | -47    |
| 2017-2018              | Basilea                | SL                     | 36         | -36        | CS              | 1               | -2              | UCL                | 8                  | -10                | -           | -           | -           | 45     | -48    |
| Totale Basilea         | Totale Basilea         | Totale Basilea         | 132        | -132       |                 | 4               | -4              |                    | 33                 | -47                |             | -           | -           | 169    | -183   |
| 2018-2019              | Siviglia               | PD                     | 33         | -44        | CR              | 0               | 0               | UEL                | 15                 | -12                | SS          | 1           | -2          | 49     | -58    |
| 2019-2020              | Siviglia               | PD                     | 33         | -31        | CR              | 2               | -4              | UEL                | 2                  | -1                 | -           | -           | -           | 37     | -36    |
| 2020-2021              | Siviglia               | PD                     | 5          | -5         | CR              | 1               | -3              | UCL                | 2                  | -3                 | -           | -           | -           | 8      | -11    |
| Totale Siviglia        | Totale Siviglia        | Totale Siviglia        | 71         | -80        |                 | 3               | -7              |                    | 19                 | -16                |             | 1           | -2          | 94     | -105   |
| 2021-2022              | Olympiacos             | SL                     | 25+7       | -14 + -9   | CG              | 2               | -1              | UCL+UEL            | 0+10               | -14                | -           | -           | -           | 44     | -38    |
| 2022-2023              | Olympiacos             | SL                     | 5          | -4         | CG              | 0               | 0               | UCL+UEL            | 2+6                | -5 + -10           | -           | -           | -           | 13     | -19    |
| Totale Olympiakos      | Totale Olympiakos      | Totale Olympiakos      | 30+7       | -18 + -9   |                 | 2               | -1              |                    | 18                 | -29                |             | -           | -           | 57     | -57    |
| Totale carriera        | Totale carriera        | Totale carriera        | 403        | -396+      |                 | 23              | -23             |                    | 83                 | -107               |             | 1           | -2          | 510    | -528   |

### Cronologia presenze e reti in nazionale
| Cronologia completa delle presenze e delle reti in nazionale ― Rep. Ceca | Cronologia completa delle presenze e delle reti in nazionale ― Rep. Ceca | Cronologia completa delle presenze e delle reti in nazionale ― Rep. Ceca | Cronologia completa delle presenze e delle reti in nazionale ― Rep. Ceca | Cronologia completa delle presenze e delle reti in nazionale ― Rep. Ceca | Cronologia completa delle presenze e delle reti in nazionale ― Rep. Ceca | Cronologia completa delle presenze e delle reti in nazionale ― Rep. Ceca | Cronologia completa delle presenze e delle reti in nazionale ― Rep. Ceca |
| Data                                                                     | Città                                                                    | In casa                                                                  | Risultato                                                                | Ospiti                                                                   | Competizione                                                             | Reti                                                                     | Note                                                                     |
| ------------------------------------------------------------------------ | ------------------------------------------------------------------------ | ------------------------------------------------------------------------ | ------------------------------------------------------------------------ | ------------------------------------------------------------------------ | ------------------------------------------------------------------------ | ------------------------------------------------------------------------ | ------------------------------------------------------------------------ |
| 14-11-2012                                                               | Olomouc                                                                  | Rep. Ceca                                                                | 3 – 0                                                                    | Slovacchia                                                               | Amichevole                                                               | -                                                                        |                                                                          |
| 21-5-2014                                                                | Helsinki                                                                 | Finlandia                                                                | 2 – 2                                                                    | Rep. Ceca                                                                | Amichevole                                                               | -2                                                                       |                                                                          |
| 31-3-2015                                                                | Žilina                                                                   | Slovacchia                                                               | 1 – 0                                                                    | Rep. Ceca                                                                | Amichevole                                                               | -1                                                                       |                                                                          |
| 10-10-2015                                                               | Praga                                                                    | Rep. Ceca                                                                | 0 – 2                                                                    | Turchia                                                                  | Qual. Euro 2016                                                          | -2                                                                       |                                                                          |
| 13-11-2015                                                               | Ostrava                                                                  | Rep. Ceca                                                                | 4 – 1                                                                    | Serbia                                                                   | Amichevole                                                               | -1                                                                       |                                                                          |
| 29-3-2016                                                                | Solna                                                                    | Svezia                                                                   | 1 – 1                                                                    | Rep. Ceca                                                                | Amichevole                                                               | -1                                                                       |                                                                          |
| 31-8-2016                                                                | Mladá Boleslav                                                           | Rep. Ceca                                                                | 3 – 0                                                                    | Armenia                                                                  | Amichevole                                                               | -                                                                        | 46’                                                                      |
| 4-9-2016                                                                 | Praga                                                                    | Rep. Ceca                                                                | 0 – 0                                                                    | Irlanda del Nord                                                         | Qual. Mondiali 2018                                                      | -                                                                        |                                                                          |
| 8-10-2016                                                                | Amburgo                                                                  | Germania                                                                 | 3 – 0                                                                    | Rep. Ceca                                                                | Qual. Mondiali 2018                                                      | -3                                                                       |                                                                          |
| 11-10-2016                                                               | Ostrava                                                                  | Rep. Ceca                                                                | 0 – 0                                                                    | Azerbaigian                                                              | Qual. Mondiali 2018                                                      | -                                                                        |                                                                          |
| 11-11-2016                                                               | Praga                                                                    | Rep. Ceca                                                                | 2 – 1                                                                    | Norvegia                                                                 | Qual. Mondiali 2018                                                      | -1                                                                       |                                                                          |
| 22-3-2017                                                                | Ústí nad Labem                                                           | Rep. Ceca                                                                | 3 – 0                                                                    | Lituania                                                                 | Amichevole                                                               | -                                                                        | 46’                                                                      |
| 26-3-2017                                                                | Serravalle                                                               | San Marino                                                               | 0 – 6                                                                    | Rep. Ceca                                                                | Qual. Mondiali 2018                                                      | -                                                                        |                                                                          |
| 5-6-2017                                                                 | Bruxelles                                                                | Belgio                                                                   | 2 – 1                                                                    | Rep. Ceca                                                                | Amichevole                                                               | -1                                                                       | 33’                                                                      |
| 10-6-2017                                                                | Oslo                                                                     | Norvegia                                                                 | 1 – 1                                                                    | Rep. Ceca                                                                | Qual. Mondiali 2018                                                      | -1                                                                       |                                                                          |
| 1-9-2017                                                                 | Praga                                                                    | Rep. Ceca                                                                | 1 – 2                                                                    | Germania                                                                 | Qual. Mondiali 2018                                                      | -2                                                                       |                                                                          |
| 4-9-2017                                                                 | Belfast                                                                  | Irlanda del Nord                                                         | 2 – 0                                                                    | Rep. Ceca                                                                | Qual. Mondiali 2018                                                      | -2                                                                       |                                                                          |
| 8-11-2017                                                                | Doha                                                                     | Islanda                                                                  | 1 – 2                                                                    | Rep. Ceca                                                                | Amichevole                                                               | -1                                                                       |                                                                          |
| 26-3-2018                                                                | Nanning                                                                  | Cina                                                                     | 1 – 4                                                                    | Rep. Ceca                                                                | Amichevole                                                               | -1                                                                       | 46’                                                                      |
| 6-6-2018                                                                 | Schwechat                                                                | Nigeria                                                                  | 0 – 1                                                                    | Rep. Ceca                                                                | Amichevole                                                               | -                                                                        | 46’                                                                      |
| 6-9-2018                                                                 | Uherské Hradiště                                                         | Rep. Ceca                                                                | 1 – 2                                                                    | Ucraina                                                                  | UEFA Nations League 2018-2019 - 1º turno                                 | -2                                                                       |                                                                          |
| 13-10-2018                                                               | Trnava                                                                   | Slovacchia                                                               | 1 – 2                                                                    | Rep. Ceca                                                                | UEFA Nations League 2018-2019 - 1º turno                                 | -1                                                                       |                                                                          |
| 19-11-2018                                                               | Praga                                                                    | Rep. Ceca                                                                | 1 – 0                                                                    | Slovacchia                                                               | UEFA Nations League 2018-2019 - 1º turno                                 | -                                                                        |                                                                          |
| 7-6-2019                                                                 | Praga                                                                    | Rep. Ceca                                                                | 2 – 1                                                                    | Bulgaria                                                                 | Qual. Euro 2020                                                          | -1                                                                       |                                                                          |
| 10-6-2019                                                                | Olomouc                                                                  | Rep. Ceca                                                                | 3 – 0                                                                    | Montenegro                                                               | Qual. Euro 2020                                                          | -                                                                        |                                                                          |
| 7-9-2019                                                                 | Pristina                                                                 | Kosovo                                                                   | 2 – 1                                                                    | Rep. Ceca                                                                | Qual. Euro 2020                                                          | -2                                                                       |                                                                          |
| 10-9-2019                                                                | Podgorica                                                                | Montenegro                                                               | 0 – 3                                                                    | Rep. Ceca                                                                | Qual. Euro 2020                                                          | -                                                                        |                                                                          |
| 11-10-2019                                                               | Praga                                                                    | Rep. Ceca                                                                | 2 – 1                                                                    | Inghilterra                                                              | Qual. Euro 2020                                                          | -1                                                                       |                                                                          |
| 14-11-2019                                                               | Plzeň                                                                    | Rep. Ceca                                                                | 2 – 1                                                                    | Kosovo                                                                   | Qual. Euro 2020                                                          | -1                                                                       |                                                                          |
| 4-9-2020                                                                 | Bratislava                                                               | Slovacchia                                                               | 1 – 3                                                                    | Rep. Ceca                                                                | UEFA Nations League 2020-2021 - 1º turno                                 | -1                                                                       |                                                                          |
| 11-10-2020                                                               | Haifa                                                                    | Israele                                                                  | 1 – 2                                                                    | Rep. Ceca                                                                | UEFA Nations League 2020-2021 - 1º turno                                 | -1                                                                       |                                                                          |
| 14-10-2020                                                               | Glasgow                                                                  | Scozia                                                                   | 1 – 0                                                                    | Rep. Ceca                                                                | UEFA Nations League 2020-2021 - 1º turno                                 | -1                                                                       |                                                                          |
| 15-11-2020                                                               | Plzeň                                                                    | Rep. Ceca                                                                | 1 – 0                                                                    | Israele                                                                  | UEFA Nations League 2020-2021 - 1º turno                                 | -                                                                        |                                                                          |
| 18-11-2020                                                               | Plzeň                                                                    | Rep. Ceca                                                                | 2 – 0                                                                    | Slovacchia                                                               | UEFA Nations League 2020-2021 - 1º turno                                 | -                                                                        | 46’                                                                      |
| 27-3-2021                                                                | Praga                                                                    | Rep. Ceca                                                                | 1 – 1                                                                    | Belgio                                                                   | Qual. Mondiali 2022                                                      | -1                                                                       |                                                                          |
| 30-3-2021                                                                | Cardiff                                                                  | Galles                                                                   | 1 – 0                                                                    | Rep. Ceca                                                                | Qual. Mondiali 2022                                                      | -1                                                                       |                                                                          |
| 8-6-2021                                                                 | Praga                                                                    | Rep. Ceca                                                                | 3 – 1                                                                    | Albania                                                                  | Amichevole                                                               | -1                                                                       |                                                                          |
| 14-6-2021                                                                | Glasgow                                                                  | Scozia                                                                   | 0 – 2                                                                    | Rep. Ceca                                                                | Euro 2020 - 1º turno                                                     | -                                                                        |                                                                          |
| 18-6-2021                                                                | Glasgow                                                                  | Croazia                                                                  | 1 – 1                                                                    | Rep. Ceca                                                                | Euro 2020 - 1º turno                                                     | -1                                                                       |                                                                          |
| 22-6-2021                                                                | Londra                                                                   | Rep. Ceca                                                                | 0 – 1                                                                    | Inghilterra                                                              | Euro 2020 - 1º turno                                                     | -1                                                                       |                                                                          |
| 27-6-2021                                                                | Budapest                                                                 | Paesi Bassi                                                              | 0 – 2                                                                    | Rep. Ceca                                                                | Euro 2020 - Ottavi di finale                                             | -                                                                        |                                                                          |
| 3-7-2021                                                                 | Baku                                                                     | Rep. Ceca                                                                | 1 – 2                                                                    | Danimarca                                                                | Euro 2020 - Quarti di finale                                             | -2                                                                       |                                                                          |
| 2-9-2021                                                                 | Ostrava                                                                  | Rep. Ceca                                                                | 1 – 0                                                                    | Bielorussia                                                              | Qual. Mondiali 2022                                                      | -                                                                        |                                                                          |
| 5-9-2021                                                                 | Bruxelles                                                                | Belgio                                                                   | 3 – 0                                                                    | Rep. Ceca                                                                | Qual. Mondiali 2022                                                      | -1                                                                       | 14’                                                                      |
| 8-10-2021                                                                | Praga                                                                    | Rep. Ceca                                                                | 2 – 2                                                                    | Galles                                                                   | Qual. Mondiali 2022                                                      | -2                                                                       |                                                                          |
| 11-10-2021                                                               | Kazan'                                                                   | Bielorussia                                                              | 0 – 2                                                                    | Rep. Ceca                                                                | Qual. Mondiali 2022                                                      | -                                                                        |                                                                          |
| 16-11-2021                                                               | Praga                                                                    | Rep. Ceca                                                                | 2 – 0                                                                    | Estonia                                                                  | Qual. Mondiali 2022                                                      | -                                                                        |                                                                          |
| 24-3-2022                                                                | Solna                                                                    | Svezia                                                                   | 1 – 0 dts                                                                | Rep. Ceca                                                                | Qual. Mondiali 2022                                                      | -1                                                                       |                                                                          |
| 29-3-2022                                                                | Cardiff                                                                  | Galles                                                                   | 1 – 1                                                                    | Rep. Ceca                                                                | Amichevole                                                               | -                                                                        | 46’                                                                      |
| 2-6-2022                                                                 | Praga                                                                    | Rep. Ceca                                                                | 2 – 1                                                                    | Svizzera                                                                 | UEFA Nations League 2022-2023 - 1º turno                                 | -1                                                                       |                                                                          |
| 5-6-2022                                                                 | Praga                                                                    | Rep. Ceca                                                                | 2 – 2                                                                    | Spagna                                                                   | UEFA Nations League 2022-2023 - 1º turno                                 | -2                                                                       |                                                                          |
| 24-9-2022                                                                | Praga                                                                    | Rep. Ceca                                                                | 0 – 4                                                                    | Portogallo                                                               | UEFA Nations League 2022-2023 - 1º turno                                 | -4                                                                       |                                                                          |
| 27-9-2022                                                                | San Gallo                                                                | Svizzera                                                                 | 2 – 1                                                                    | Rep. Ceca                                                                | UEFA Nations League 2022-2023 - 1º turno                                 | -2                                                                       | 46’                                                                      |
| 20-6-2023                                                                | Podgorica                                                                | Montenegro                                                               | 1 – 4                                                                    | Rep. Ceca                                                                | Amichevole                                                               | -1                                                                       |                                                                          |
| Totale                                                                   |                                                                          | Presenze                                                                 | 54                                                                       |                                                                          | Reti                                                                     | -51                                                                      |                                                                          |

## Palmarès

### Club

#### Competizioni nazionali
- Campionato svizzero: 3

Basilea: 2014-2015, 2015-2016, 2016-2017
- Coppa Svizzera: 1

Basilea: 2016-2017
- Campionato greco: 1

Olympiakos: 2021-2022

#### Competizioni internazionali
- UEFA Europa League: 1

Siviglia: 2019-2020

### Individuale
- Inserito nella selezione UEFA dell'Europeo Under-21: 1

Danimarca 2011
- Calciatore ceco dell'anno: 1

2018